# کریس تاکر
کریستوفر تاکر (به انگلیسی: Christopher Tucker) معروف به کریس تاکر متولد ۳۱ آگوست ۱۹۷۲ (‎۹ شهریور ۱۳۵۱) بازیگر و کمدین اهل آمریکا است. او بیشتر به خاطر نقش آفرینی‌هایش در مجموعه فیلم‌های ساعت شلوغی معروف شده‌است.
او یکی از دوستان صمیمی جکی چان است. همچنین او با مایکل جکسون نیز دوستی نزدیکی داشت. به طوری که در نماهنگ ترانهٔ جکسون با نام «دنیای مرا باشکوه می‌کنی» نقش آفرینی کرد و در جشن ۳۰اُمین سالگرد فعالیت هنری نیز بر روی صحنه و به همراه جکسون رقصید.

## فیلم‌شناسی
فهرست برخی از فیلم‌هایی که کریس تاکر در آنها به ایفای نقش پرداخته‌است:
- مهمانی خانگی ۳ (۱۹۹۴)
- جمعه (۱۹۹۵)
- رئیس‌جمهورهای مرده (۱۹۹۵)
- عنصر پنجم (۱۹۹۷)
- حرف پول (۱۹۹۷)
- جکی براون (۱۹۹۷)
- ساعت شلوغی (۱۹۹۸)
- ساعت شلوغی ۲ (۲۰۰۱)
- ساعت شلوغی ۳ (۲۰۰۷)
- دفترچه امیدبخش (۲۰۱۲)
- پیاده‌روی طولانی بیلی لین بین دو نیمه (۲۰۱۶)
- هواپیمائی اردن (۲۰۲۴)